# G. Callen
G. Callen (Grisha Alexandrovich Nikolaev Callen) è un personaggio della serie televisiva NCIS: Los Angeles, interpretato da Chris O'Donnell.

## Descrizione
G. Callen è un Agente Speciale dell'Ufficio NCIS Progetti Speciali, squadra di stanza a Los Angeles. È stato introdotto in un episodio backdoor Leggenda (prima parte) della serie madre NCIS. Ha avuto il primo incontro con Hetty quando fuggì da una casa famiglia. Hetty gli impedì di essere arrestato come rivelato nella sesta stagione nella puntata "Rage".
Mentre i suoi amici lo chiamano per nome con la lettera "G", Hetty si rifiuta di farlo, dicendo: "Non è un nome, si tratta di una lettera." Lei si rivolge a lui come "Mr. Callen". Callen è specializzato nel lavoro sotto copertura.
Oltre all'inglese, Callen sa parlare in altre sei lingue: spagnolo, polacco, russo, tedesco (con un accento inglese), italiano (con un accento del Nord), e francese. Callen sostiene anche di parlare ceco e rumeno. Inoltre, il suo russo è senza dubbio abbastanza buono per essere preso per un sovietico.
Il falso certificato di morte mostrato da Hetty a Alexa Comescu nel finale della seconda stagione afferma che Callen è nato l'11 marzo 1970.
Callen ha avuto un passato travagliato. Nell'episodio Alina, viene rivelato che Callen ha vissuto in 37 case famiglia a partire dall'età di cinque anni. A volte si spostava dopo pochi giorni e il periodo più lungo in cui ha soggiornato in un posto è stato per tre mesi a quattordici anni, quando viveva con la famiglia di una ragazza russa di nome Alina Rostoff (che ha chiamato "sorella minore"). Si è rivelato attraverso alcuni flashback nel finale della seconda stagione che Callen trascorse almeno una parte della sua infanzia sulla costa romena del Mar Nero. Si è rivelato in "Identità", che è chiamato "G", non perché non gli piace il suo nome, ma perché in realtà non sa cosa rappresenta, in quanto il sistema non lo ha mai detto.
È stato poi rivelato che da adulto, la sua sorella adottiva Rostoff fu segretamente inviata a controllare Callen per impedirgli di essere ucciso da mafiosi russi. Callen sa parlare russo a causa della sua precedente relazione con la famiglia Rostoff. Per tutta la prima stagione, si è visto che Callen è senza casa, che soggiornava temporaneamente con i suoi vari colleghi e talvolta al centro di comando.
Nella première della seconda stagione Traffici umani, Hetty prende accordi con Callen per l'acquisto di una casa, la stessa in cui viveva con Alina Rostoff da bambino.
Prima di entrare all'NCIS, Callen era un ufficiale della CIA. Durante questo periodo ha collaborato con Tracy Rosetti, che avrebbe poi sposato mentre era sotto copertura con il cognome Keller. A seguito di una missione si è capito che i due hanno divorziato. Tracy ha ricevuto l'affidamento del loro cane.
Nel finale della prima stagione, Sempre nel mio cuore, Callen rintraccia una donna di nome Amy Taylor (nata Callen) che afferma inizialmente di essere la sorella maggiore, ma poi ammette che il suo vero nome è in realtà Hannah Lawson e che lei era amica della vera Amy Callen quando vivevano in un orfanotrofio insieme. La vera Amy era morta all'età di 11 anni, quando le due amiche di nascosto, di notte sono andate a giocare vicino al fiume e Amy dopo essere scivolata è stata spazzata via dalla corrente. Quando Hannah tornò, si mise a dormire nel suo letto e le autorità non si sono mai rese conto di quello che era successo. 
Quando il corpo di Amy fu ritrovato un mese dopo, fu sepolta sotto il nome di Hannah. Callen va poi a visitare la tomba di sua sorella e trova dei fiori e un recente biglietto con scritto: "Per la mia dolce figlia, sempre nel mio cuore". Poi, durante l'episodio, Nate Getz scopre che un elenco di tutte le case e orfanotrofi adottivi di Callen era stato scritto da una sola persona, anche se per un certo numero di anni e con diverse penne e matite, che stava ad indicare che qualcuno aveva tenuto d'occhio Callen in quel periodo. La stessa lista ha dimostrato i vari orfanotrofi e case famiglia dove la vera Amy visse fino alla sua morte, indicando che questa persona era a conoscenza anche del passaggio tra Hannah e Amy. In All'ultimo minuto, Callen scopre che l'elenco è stato scritto da Hetty.
La seconda stagione ruota principalmente intorno a Callen, che è stato inseguito da qualcuno che non conosce. Vede qualcuno vicino alla tomba della sorella e nel corso della stagione si imbatte in persone che sembrano sapere più di lui del sul suo passato. Quando Hetty si dimette e se ne va a Praga, Callen scopre dal direttore Vance che Hetty ha iniziato la propria indagine, Operazione Comescu, che è incentrata tutta su Callen. Callen e la squadra poi si dimettono quando Vance si rifiuta di farli volare a Praga per salvare Hetty.
Arrivati a Praga, la squadra scopre che Hetty è stata presa dalla famiglia Comescu e che loro hanno avuto una faida pluridecennale con la famiglia Callen, di cui G. è l'ultimo. La squadra arriva fino a una casa sulla spiaggia e Callen inizia ad avere dei flashback sul suo passato e si rende conto che era già stato su quella spiaggia. All'interno della casa, Hetty convince Alexa Comescu, la matriarca della famiglia, che Callen è morto tre settimane prima, mostrandole una clip del tentato omicidio e un certificato di morte.
Nella première della terza stagione, Déjà vù, si scopre che il nonno di Callen era un agente OSS di stanza in Romania. Nella terza stagione, episodio "All'ultimo minuto", Hetty rivela a Callen che suo nonno, George Callen, si paracadutò in Romania durante la guerra e alla fine ha preso parte alla caccia dei colpevoli di crimini di guerra. Successivamente ha trovato e ucciso diversi membri della famiglia Comescu. Nel 1947 incontrò e sposò una donna (la nonna di Callen, nome sconosciuto). George Callen è stato assassinato dalla famiglia Comescu. Il resto della famiglia di Callen (sua nonna e sua figlia, la madre di Callen, Clara) fuggirono in America fino a che la madre di G. è stata reclutata dalla CIA. Tornò in Romania sotto copertura e per un anno non ci furono problemi ma poi un anno dopo scomparve per sei anni. Poi improvvisamente Clara riapparve molto spaventata e con due figli, voleva assolutamente lasciare la Romania e riuscì a contattare Hetty attraverso un canale prestabilito, la quale le diede appuntamento su una spiaggia ma, prima che Hetty potesse arrivare, Clara venne uccisa dai Comescu proprio davanti agli occhi di G. Infine Hetty rivela a Callen che non sa come lui e la sorella siano arrivati negli Stati Uniti poiché lei seppe di loro solo un anno dopo. Gli disse inoltre che tornò indietro proprio perché non era riuscita a proteggere sua madre.
Nella terza stagione, episodio 14 Partners è affermato che Sam e Callen sono partner da più di cinque anni.
Nel finale della terza stagione, Scacco, seconda parte, l'agente Mike Renko e il capo delle operazioni Lauren Hunter vengono assassinati per mano de "Il Camaleonte." Callen risponde sparando al "Camaleonte" durante uno scambio di prigionieri e per questo viene arrestato dalla polizia locale. L'episodio finisce con Callen arrestato dal LAPD e Hetty si dimette; ma in seguito una serie di flashback nel primo episodio della quarta stagione, Fine della partita, rivela che la morte del Camaleonte fu inscenata. Alla fine Callen viene rilasciato e torna ancora una volta a condurre la squadra.
Nell'episodio Ricerca infinita della quinta stagione, un uomo chiamato Michael Reinhardt appare dicendo di chiamarsi Nikita Alexsandr Reznikov, il padre di Callen. Lui viene rapito ed ucciso da uno dei membri sopravvissuti della famiglia Comescu, Vasile. Alla fine dell'episodio, Hetty ed Arkady Kolcheck spiegano a Callen che Reznikov era un maggiore del KGB che fu arrestato e spedito in un gulag sovietico nel 1974, periodo in cui Callen e sua sorella sono venuti in America. Reinhardt (il cui vero nome era Hans Schreiber) era un tedesco della Germania dell'Est che doveva un favore a Reznikov, e lo rimborsò monitorando Callen e sua sorella. Comescu lo confuse per Reznikov e lo uccise. Nella casa di Reinhardt, Deeks scoprì un 8 mm, un film di Callen ed Amy che giocano con Reznikov, che Hetty diede poi a Callen.
In Grida di guerra, Sam, Michelle e Hetty organizzano un appuntamento al buio per Callen con Joelle Taylor, un'amica della famiglia Hanna e insegnante di loro figlia. Entrambi, Callen e Joelle, erano consapevoli dell'appuntamento al buio che alla fine si scopre finito bene perché in tutta la quinta stagione Joelle è nominata come l'"amica" di Callen. Nell'undicesimo episodio della sesta stagione La truffa, un ladro armato minaccia Joelle dopo aver rubato un malware della Difesa. Il ladro aveva messo il malware addosso a Joelle, mettendola quindi in pericolo. Callen cerca di recuperarlo ma arrivano degli uomini armati e per proteggere Joelle salta la sua copertura e lei capisce che non è la persona che le aveva detto. Callen così le dice di essere un agente dell'NCIS. Joelle ferita da tutte le bugie dette da Callen, in un primo momento tronca la relazione ma poi decide di voler continuare la storia a patto che Callen le racconti tutta la sua storia. La storia di Callen e Joelle è confermata da Sam e Callen stesso e più tardi Callen rivela alla squadra che non gli dispiacerebbe creare una famiglia con lei.

## Abilità
Grazie al tempo trascorso nella CIA Callen è esperto di spionaggio, armi da fuoco e combattimento corpo a corpo. È abbastanza abile da affrontare e sconfiggere marinai, marines e soldati con facilità. Non sembra tuttavia essere ancora al livello del suo amico Sam Hanna sebbene i due siano soliti disputare incontri amichevoli che il più delle volte finiscono alla pari. È un leader naturale ed ha un carisma notevole. In un episodio ha dato dimostrazione di conoscere il Parkour mentre inseguiva un sospettato.